# Alannah Myles
Alannah Myles (Toronto, Ontario; 25 de diciembre de 1958) es una cantante canadiense de hard rock.

## Datos biográficos
Creció en las ciudades de Toronto y Buckhorn en la provincia de Ontario. Allí convivía en un rancho con su familia, medio en el cual la cantante aprendió a domar caballos. Escribió su primera canción a sus ocho años, llamada "Ugly Little Cabbage in the Garden", dedicada a su hermana menor, a quien crio. Llegó a vender su caballo para comprarse una guitarra, herramienta que la llevaría a tocar en varios pubs y cafés. A los 18 años comienza a realizar performances por el sur de Ontario. Conoce al cantante Christopher Ward, con quien forma una banda amateur cantando covers de artistas de la talla de Aretha Franklin, Bob Seger y la banda The Pretenders. Luego conoció a David Tyson, y se completó la banda.[cita requerida]
En 1989 lanza su primer disco homónimo Alannah Myles, en donde sin duda el simple Black Velvet fue el más exitoso no sólo de ese álbum sino de su carrera musical. Este tema se convirtió en un hit internacional de la música rock a fines de los '80. Este primer trabajo discográfico llegó a ser diez veces platino en Canadá. Asimismo, Black Velvet logró posicionarse número uno en el ranking de la revista Billboard. Este sencillo vendió cinco millones de copias en todo el mundo. Alannah Myles se hizo acreedora de tres premios Juno (Canadá) y un premio Grammy. Otro corte de difusión también conocido de este disco es Love Is.[cita requerida]
Además llegó a ser telonera de artistas como Robert Plant, Tina Turner y Simple Minds.[cita requerida]
El 31 de octubre de 1989 en el Diamond Club de su natal Toronto, la canadiense grabó un disco en vivo promocionando su primer disco. Allí realizó un dúo con la artista de soul estadounidense, Mavis Staples.[cita requerida]
Cuatro años después, publica su esperadísimo segundo disco Rockinghorse 1992, un disco muy trabajado, que le dio algunas alegrías personales, pero no obtuvo el mismo reconocimiento que su primer trabajo.[cita requerida]
Publicó un par de discos más que, aunque mundialmente publicados, no la hicieron volver a las listas de éxitos globales: A-lan-nah 1995  y Arival 1997. Pasaron bastante desapercibidos, salvo en Canadá y EE. UU.
En 1999 y 2000 publicó dos recopilatorios con lo mejor de su carrera en el que se incluían temas inéditos, Very best of Alannah Myles y Myles & More.[cita requerida]
A finales del 2008, tras un experimento de disco EP con tres canciones homenaje a Elvis Presley, sacó un nuevo trabajo, con el título de su tema más conocido y que más fama le dio: Black velvet, pero que incluye 10 nuevos temas, además de una nueva versión de "Black Velvet". Con este disco, Alannah afronta una nueva etapa, tras casi ocho años en silencio, y se lanza a una gira, durante 2011, por diferentes países.[cita requerida]

## Curiosidades
- Llegó a ser la artista femenina que más discos vendió en Canadá hasta la llegada en 1995 del exitoso Jagged Little Pill de su compatriota Alanis Morissette.
- En su último trabajo de 2008 Black Velvet Alannah explora el campo de la poesía incluyendo en el libreto de su álbum varios poemas escritos desde el 2004 al 2007 concretamente seis bajo el sobrenombre de Book of poems.

## Discografía
- Alannah Myles (1989)
- Rockinghorse (1992)
- A-lan-nah (1995)
- A Rival (1997)
- Alannah Myles: The Very Best Of (1999)
- Myles & More (2000)
- Black Velvet (2008)
- 85 bpm (2014)